# فلاديمير داشيتش
فلاديمير داشيتش مواليد 13 مايو 1988 في بودغوريتسا، جمهورية يوغوسلافيا الاشتراكية الاتحادية، هو لاعب كرة سلة مونتينيغري. بدأ مسيرته الاحترافية في سنة 2004. يلعب مع نادي أيك لارنكا. يحمل الرقم 8. يبلغ طوله 6 قدم 10 بوصة (2.1 م).

## المسيرة الاحترافية
لعب مع بودوشنوست من سنة 2004 إلى 2009، ثم لعب مع ريال مدريد لكرة السلة في الدوري الإسباني في موسم 2009–2010، ثم لعب مع سي بي غران كناريا في سنة 2010، ثم لعب مع فيرتوس روما في الدوري الإيطالي من سنة 2010 إلى 2012، ثم لعب مع أوليمبيا في سنة 2012، ثم لعب مع بشكتاش لكرة السلة في الدوري التركي في سنة 2012، ثم لعب مع النادي الأهلي في سنة 2014، ثم لعب مع أيه إي كي لارنكا في سنة 2017.

## روابط خارجية
- فلاديمير داشيتش على موقع الاتحاد الدولي لكرة السلة (الإنجليزية)
- فلاديمير داشيتش على موقع الدوري الأوروبي لكرة السلة (الإنجليزية)
- فلاديمير داشيتش على موقع الدوري الإسباني لكرة السلة (الإسبانية)
- فلاديمير داشيتش على موقع كرة السلة الأوروبية.كوم (الإنجليزية)
- فلاديمير داشيتش على موقع DraftExpress.com (الإنجليزية)
- فلاديمير داشيتش على موقع ريلجم (الإنجليزية)
- فلاديمير داشيتش على موقع بروبوليرز (الإنجليزية)
- فلاديمير داشيتش على موقع سبورتس رفرنس (الإنجليزية)